# Тудулинна
Ту́дулинна (эст. Tudulinna), ранее Ту́долин (рус. Тудолинъ, нем. Tuddolin) и Ту́долинна (эст. Tudolinna) — деревня в волости Алутагузе уезда Ида-Вирумаа, Эстония. До 2019 года населённый пункт имел официальный статус посёлка.
До административной реформы местных самоуправлений Эстонии 2017 года посёлок Тудулинна входил в состав волости Тудулинна (упразднена) и был её административным центром.

## География и описание
Расположена в нижнем течении реки Тагайыэ, в 15 км к юго-западу от волостного центра — посёлка Ийзаку, и в 39 км к юго-западу от уездного центра — города Йыхви, в 8 км от Чудского озера. Высота над уровнем моря — 46 метров. Через деревню протекает река Раннапунгерья.
На западной окраине Тудулинна находится гора Линнамяги (70 м) — западная возвышенность системы болот Ийзаку–Иллука. Котловина на горе считается вулканическим кратером, в частности, в атласе Лифляндии, на странице с картой Тартумаа она упоминается как «ein erloschener Volcan».
Климат умеренный. Официальный язык — эстонский. Почтовый индекс — 42202.

## Население
По данным переписи населения 2021 года, в Тудулинна насчитывалось 193 жителя, из них 166 (86,9 %) — эстонцы.
По данным переписи населения 2011 года, в деревне проживали 220 человек, из них 179 (81,4 %) — эстонцы.
Численность населения Тудулинна по данным переписей населения:
| Год  | 1959 | 1970  | 1979  | 1989  | 2000  | 2011  | 2021  |
| ---- | ---- | ----- | ----- | ----- | ----- | ----- | ----- |
| Чел. | 256  | ↗ 262 | ↗ 405 | ↘ 355 | ↘ 306 | ↘ 220 | ↘ 193 |

## История
Первое упоминание о деревне относится к 1583 году (Tutinlinna). В письменных источниках 1620 года упоминаются Tuttilinby и Tuttelin, 1688 года — Tudolinnaby, 1796 года — Tuddolin (часовня, корчма, деревня).
Во время ревизии пахотных земель 1688 года в Тудулинна были записаны 13 домохозяйств, к середине XVIII века их стало в два раза больше.
В 1842 году в Тудулинна была открыта сельская школа.
Изначально деревня относилась к приходу Тудулинна, находившимся под началом церкви Виру-Яагупи, с 1867 года, когда в подчинении Тудулиннаской церкви был образован вспомогательный приход Ийзаку — к этому новому приходу.
До земельной реформы 1919 года Тудулинна относилась к мызе Везенберг (нем. Schloß Wesenberg, Раквере, эст. Rakvere mõis). Посёлок начал формироваться вокруг старой Тудулиннаской церкви в XIX веке.

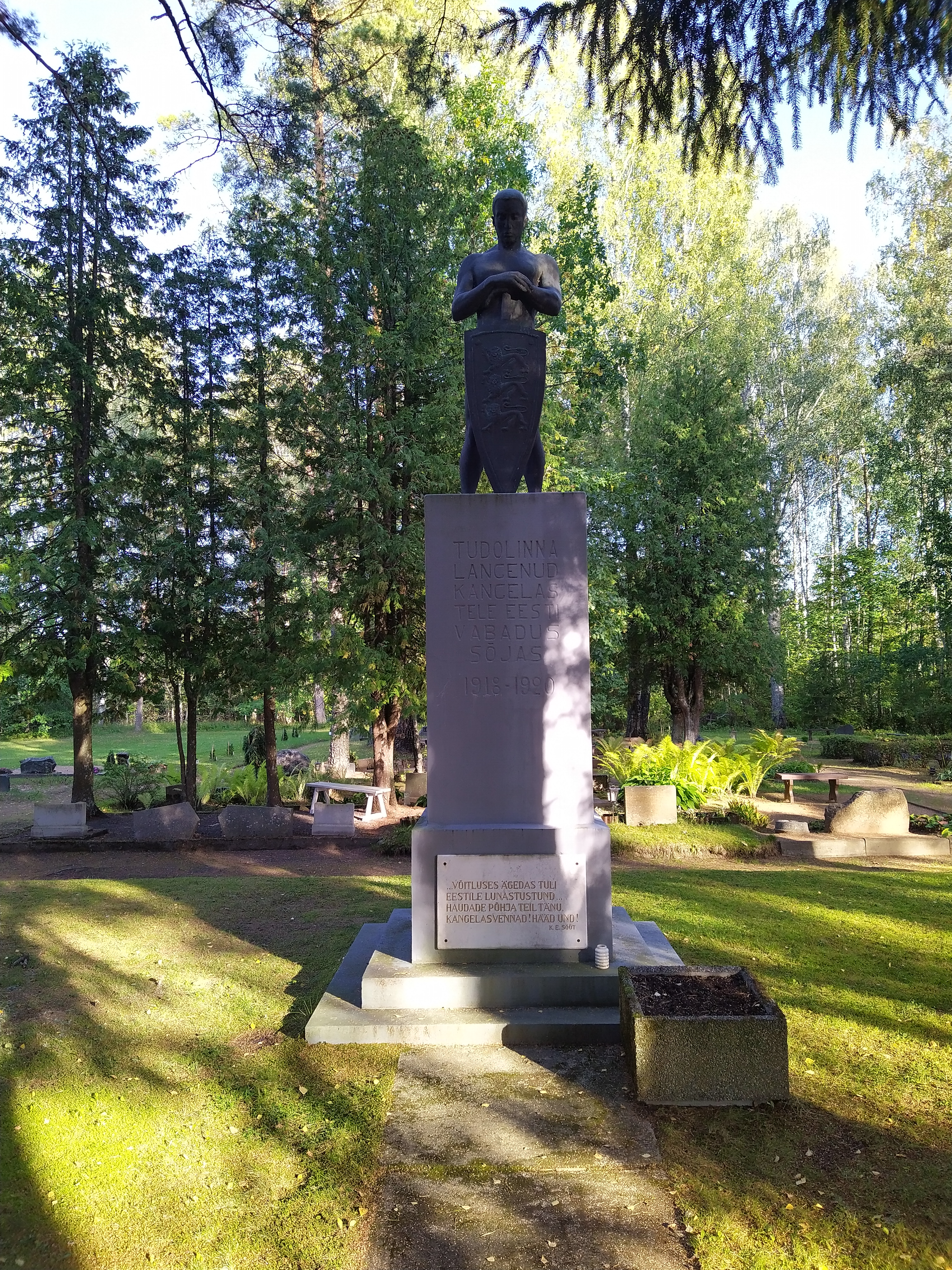
Памятник Эстонской освободительной войне в Тудулинна

В 1923 году на кладбище Тудулинна был открыт памятник Эстонской освободительной войне (, в 1940 году взорван советскими властями, восстановлен и заново открыт в 1990 году).
В списках населённых пунктов при переписях населения 1950—2011 годов Тудулинна имел статус посёлка; в 2019 году населённый пункт получил статус деревни.
В 1977 году, в период кампании по укрупнению деревень, от Тудулинна была отделена часть бывшей деревни Мыйзакюла (эст. Mõisaküla) и присоединена к деревне Роостоя.
В 1967 году на расположенной на кладбище Тудулинна братской могиле был установлен памятный камень с надписью на эстонском языке «В марте 1918 г. белогвардейцами зверски убиты активисты волости Тудулинна Оскар Йыэсаарр, Аугуст Блок, Яак Уук, Даавет Кийкайон» (братская могила жертв террора, исторический памятник с 1995 до 2023 года). Здесь похоронены четыре жителя волости Тудулинна, советские активисты, убитые белогвардейцами в марте 1918 года (Oskar Jõesaar, August Blok, Jaak Uuk, Daavet Kiikajon). В протоколе от 30 ноября 2022 года рабочая группа по советским памятникам при Госканцелярии Эстонии признала памятник «нейтральным монументом», т. е. не подлежащим демонтажу (см. Список советских военных памятников Эстонии).

### Старая и новая церкви Тудулинна

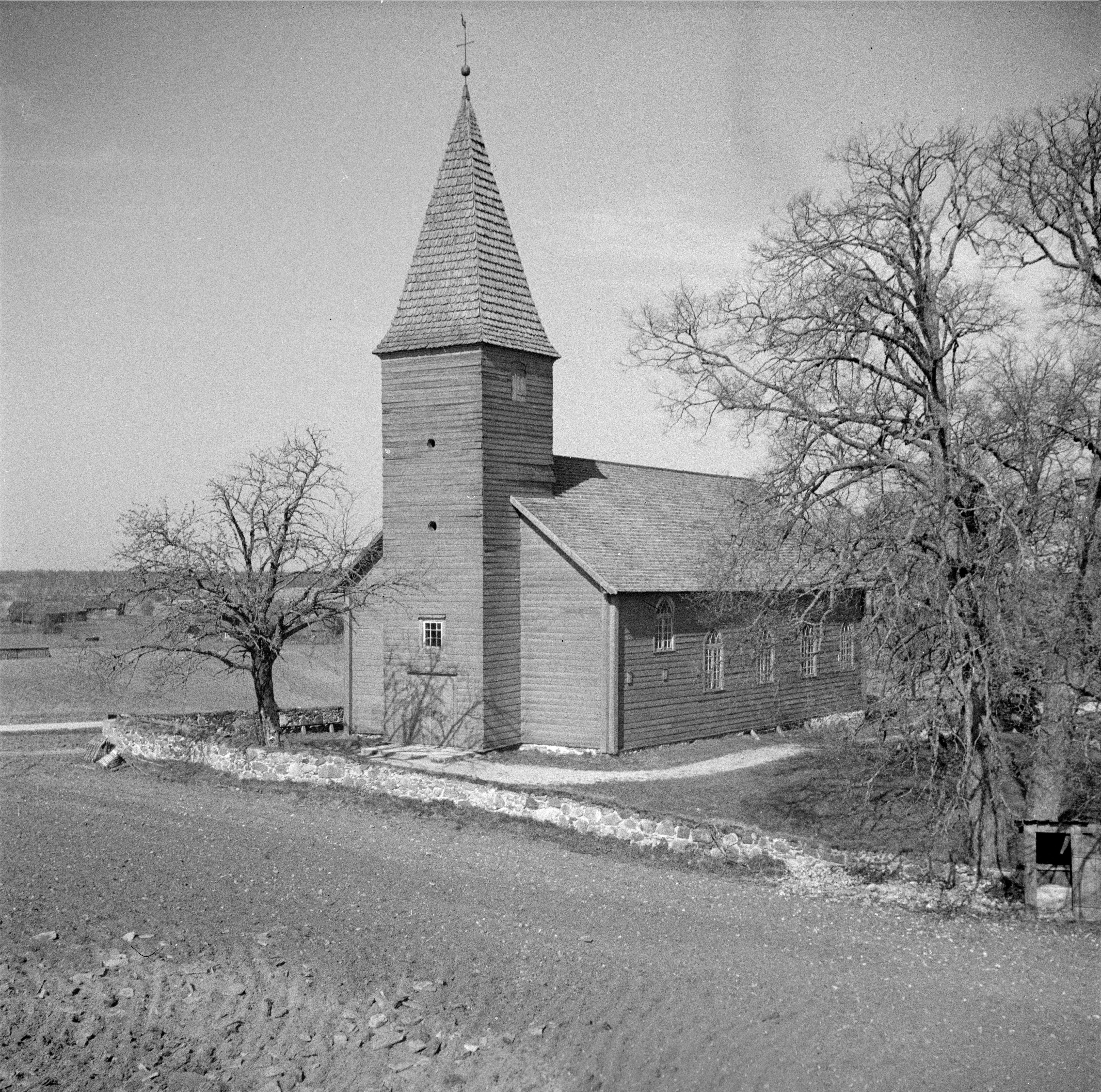
Старая церковь Тудулинна

Первая деревянная церковь в Тудулинна была построена в 1766 году, её размеры составляли примерно 17×11 метров. С годами возникла необходимость в новой церкви: если в подушной переписи 1782 года было записано около 330 человек прихода Тудулинна, то в 1858 году их было уже около 700. Примерно в 1860 году церковь была частично снесена и перестроена в новом виде, сохранившемся к настоящему времени. В обновленном храме количество мест увеличилось до 350, его размеры составили 21,6 м×10,9 м.
До 1923 года богослужения в приходах Ийзаку и Тудулинна осуществляли пасторы из числа балтийских немцев. В 1924 году пастором обоих приходов стал первый эстонец — недавно окончивший Тартуский университет кандидат наук по теологии Вольдемар Кульюс (Voldemar Kuljus, 1898—1979).
В середине 1920-х годов приход Ийзаку раскололся на сторонников и противников пастора Кульюса. Его противники, придерживавшиеся более консервативных взглядов, образовали отдельный приход, получивший название приход Раху (с эст. — приход Мира). Он имел своё руководство и кистера; проводить богослужения в нём приходили пасторы из других мест. В конце 1939 года приход Раху построил для себя церковь рядом со старой (проект известного эстонского архитектора Эугена Захариаса).

Новая церковь Тудулинна (церковь Раху)

Каждый приход проводил отдельные богослужения, но за рамками церковной жизни не имело значения, к какому приходу принадлежал тот или иной житель. Случалось и так, что родственники или даже члены одной семьи числились в подушной переписи за разными приходами. После войны было принято решение об объединении приходов в один — в церковь Раху — и о закрытии старой церкви. В последний раз богослужение в старой церкви прошло в сентябре 1947 года, затем её утварь (орган, скамейки, церковный колокол и пр.) были перевезены в церковь Раху, поскольку до войны её не успели обеспечить необходимым инвентарем. Поскольку старая деревянная церковь в Тудулинна была недавно отремонтирована и не пострадала во время войны, местный совхоз в 1951 году решил забрать её в свое пользование. Сначала ей использовали как амбар, затем в ней работала зерновая мельница. Первоначальный интерьер был разрушен, однако, можно считать, что это старинное здание сохранилось до наших дней благодаря совхозу: оно покрыло церковь этернитовой крышей, что предотвратило её повреждение влагой и разрушение.
В начале 1990-х годов старая церковь пустовала. В 1997 году и старая, и новая церкви были включены в Государственный регистр памятников культуры Эстонии как . В 2017 году было основано некоммерческое объединение MTÜ Tudulinna Kultuurikants (НКО «Оплот культуры Тудулинна»), поставившее себе целью восстановление старой деревянной лютеранской церкви Тудулинна и её приспособление для проведения различных культурных мероприятий.

## Инфраструктура
В Тудулинна есть детский сад, дом культуры, библиотека, магазин и кладбище. В деревне работает отделение недоходного объединения MTÜ «Maria ja Lapsed» (НКО «Мария и дети»), цель которого —  поддержка попавших в трудную жизненную ситуацию детей и их семей через предоставление различных социальных услуг.
До конца 2018/2019 учебного года в Тудулинна работала основная школа (в 1954—1963 она была средней школой, число учеников в 2002/2003 учебном году — 56, в 2009/2010 учебном году — 41, в 2018/2019 учебном году — 18).
В 2019 году из-за малого числа пациентов в деревне был закрыт врачебный пункт. Медицинские услуги жителям деревни оказываются в посёлке Ийзаку.

## Происхождение топонима
Финский языковед Л. Кеттунен предположил, что начальная часть топонима ‘Туду’ основана на личном имени. Рядом с Тудулинна находится городище, что, возможно повлияло на выбор окончания топонима (эст. maalinn — городище).

## Комментарии
1. ↑  Эстонские топонимы, оканчивающиеся на -а, не склоняются и не имеют женского рода (исключение — Нарва)[8].